# 福島市立庭塚小学校
福島市立庭塚小学校（ふくしましりつ にわつか しょうがっこう）は、福島県福島市にある公立小学校である。

## 概要
福島市西部の吾妻地区中部を通学区域とし、福島県道70号福島吾妻裏磐梯線沿いに位置する。2020年5月1日現在、9学級86名の児童が在籍する。校歌は小林金次郎作詞、仁志田正衛作曲によるものである。

## 沿革
- 1874年10月25日 - 学校創立。後に町村合併、学制改革を経て信夫郡吾妻町立庭塚小学校となる。
- 1968年10月 - 吾妻町が福島市に編入され、福島市立庭塚小学校となる。
- 1985年2月28日 - RC造二階建ての校舎が竣工する。
- 1987年2月26日 - 屋内運動場が竣工する。
- 2006年2月28日 - 水泳プール(25m×9m 5コース）が竣工する。

## 教育方針
教育目標
- 自ら学び　心豊かに　たくましく歩む子どもの育成

## 学校行事
| - 4月 - 5月 - 6月 | - 7月 - 8月 - 9月 | - 10月 - 11月 - 12月 | - 1月 - 2月 - 3月 |

## 通学区域
- 吾妻地域
  - 町庭坂（福島市立庭坂小学校通学区域を除く）
  - 二子塚
  - 在庭坂
  - 桜本（字木通沢）

## 進学先中学校
- 福島市立吾妻中学校[3]

## 学区 / 校区内の主な施設
- 福島県道5号上名倉飯坂伊達線
- 福島県道70号福島吾妻裏磐梯線
- 吾妻の駅 ここら（農産物直売所）
- 庭塚郵便局

## 交通
- JR東日本福島駅より福島交通路線バス高湯・上姥堂線乗車、庭塚小学校前バス停下車、徒歩1分[4]。